# مجالات سماوية

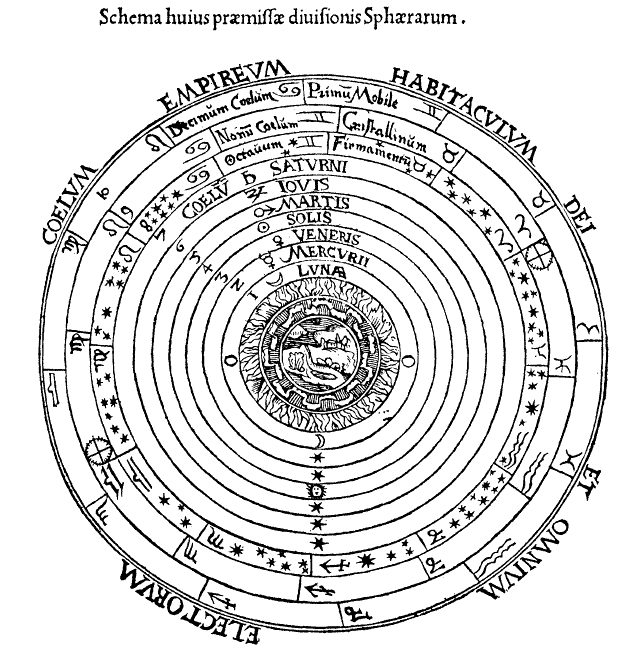
المجالات السماوية التي مركزها الأرض; من كتاب Cosmographia لبيتر أبين (أنتيرب، عام 1539)

كانت المجالات السماوية (بالإنكليزية: Celestial spheres)، أو الكرات السماوية (بالإنكليزية: Celestial orbs)، وحدات أساسيةً في النماذج الكونية التي طورها أفلاطون، وإيودوكسوس، وأرسطو، وبطليموس، وكوبرنيكوس، وغيرهم. تفسر هذه النماذج السماوية الحركة الظاهرية للنجوم الثابتة والكواكب من خلال اعتبارها مُدمجة في مجالات سماوية دوارة مكونة من عنصر خامس أثيري شفاف، كالجواهر المُرصعة في الكرات. رأى العلماء وقتها أن النجوم الثابتة لابد وأن تكون موضوعةً على سطح واحد للكرة السماوية المليئة بالنجوم؛ لأنه كان من المعتقد آنذاك أن النجوم الثابتة لا تغير موقعها بالنسبة لبعضها البعض.
وفي العلم الحديث، تُرى مدارات الكواكب على أنها مسارات لهذه الكواكب خلال الفضاء الفارغ. ومع ذلك، رأى المفكرون القدماء في العصور الوسطى أن المجالات السماوية كانت كرات سميكةً، تتخللها المادة، ومتداخلةً واحدة داخل الأخرى، إذ تتلامس كل كرة بشكل كامل مع الكرة التي تعلوها والكرة التي تدنوها. افترض العلماء، عندما طبقوا نموذج فلك التدوير لبطليموس، أن كل كرة كوكبية كانت ذات سُمك كافٍ لتستوعب كواكبها. تمكن العلماء من تنفيذ حسابات للمسافة إلى الشمس، من خلال دمج هذا النموذج للكرات السماوية المتداخلة مع المرصودات الفلكية، وأصبحت هذه القيم التي توصل إليها العلماء للمسافة بين الأرض والشمس (نحو 4 ملايين ميل) مقبولةً بشكل عام آنذاك، بالإضافة إلى المسافات بين الأرض والكواكب الأخرى، وإلى حافة الكون (نحو 73 مليون ميل). تختلف المسافات، الموجودة في نموذج الكرات المتداخلة، بين الأرض والشمس والكواكب الأخرى بشكل كبير عن القياسات الحديثة، ويعتبر الحجم المعروف للكون الآن كبيرًا بشكل لا يمكن تصوره بالإضافة إلى تمدده المستمر.
اقترح ألبرت فان هيلدن أنه منذ عام 1250 حتى القرن السابع عشر، كان جميع الأوروبيين فعليًا مُطلعين على نموذج بطليموس «للكرات المتداخلة والأبعاد الكونية المشتقة منه». وحتى بعد تبني نموذج مركزية الشمس الكوني لكوبرنيكوس، وُضعت نسخ جديدة من نموذج الكرات السماوية، مع كرات كوكبية تتبع هذا الترتيب من الشمس المركزية: عطارد، والزهرة، والأرض مع القمر، والمريخ، والمشتري، وزحل.
لم ينج الإيمان السائد في نظرية المجالات السماوية من الثورة العلمية. وفي أوائل القرن السابع عشر، استمر كيبلر في مناقشة المجالات السماوية، على الرغم أنه لم يعتبر أن الكواكب كانت محمولةً بواسطة الكرات، ولكنها تتحرك في مسارات إهليجية وُصفت من خلال قوانين كيبلر للحركة الكوكبية. وفي أواخر القرن السابع عشر، استُبدلت النظريات اليونانية، ونظريات العصور الوسطى، الخاصة بحركة الأجرام الأرضية والفلكية، بقانون الجذب العام لنيوتن والميكانيكا النيوتونية، والتي تفسر طريقة نشأة قوانين كيبلر من التجاذب الثقالي بين الأجرام.

## تاريخ

### الأفكار الأولى للكرات والدوائر
ظهرت أفكار الكرات والحلقات السماوية لأول مرة في اليونان القديمة في علم الكونيات الخاص بالفيلسوف أناكسيماندر في أوائل القرن السادس قبل الميلاد. يرى أناكسيماندر في علم الكونيات الخاص به أن الشمس والقمر فتحتان دائريتان، مثل فتحات التهوية، في حلقات أنبوبية من النار، موضوعة داخل أنابيب من الهواء المكثف؛ وتشكل هذه الحلقات إطارات لكرات تشبه عجلات العربات التي تتمحور حول الأرض في المركز. تعتبر النجوم أيضًا مثل فتحات تهوية موجودة على إطار هذه العجلات، ولكن توجد العديد من هذه العجلات النجمية، والتي تشكل إطاراتها المتلاصقة معًا غلافًا كرويًا متصلًا يحيط بالأرض. تشكلت هذه الإطارات كلها في البداية من كرة نارية بدائية تحيط بالأرض بشكل كامل، والتي تفككت إلى العديد من الحلقات الفردية. وبالتالي، عند علم نشأة الكون لأناكسيماندر، كانت هناك كرةً في البداية، والتي تشكلت منها الحلقات السماوية، وتشكلت الكرة النجمية بدورها من بعض هذه الحلقات. وعند النظر من الأرض، كانت حلقة الشمس الحلقة العليا، وكانت حلقة القمر أدنى منها، وكانت كرة النجوم في المستوى الأدنى.
وعقب أناكسيماندر، اعتقد تلميذه أنكسيمانس (في الفترة بين 585 حتى 528 قبل الميلاد) أن النجوم، والشمس، والقمر، والكواكب مصنوعة جميعها من النار. ولكن بينما تعتبر النجوم مثبتةً على البلورة الكروية الدوارة، كالمسامير أو الأوتاد، تطفو الشمس، والقمر، والكواكب، والأرض أيضًا في الهواء كأوراق الشجر بسبب اتساع عرض هذه الأجرام. وبينما تدور النجوم الثابتة في دائرة كاملة وهي محمولة على الكرة النجمية، لا تدور الشمس، والقمر، والكواكب أسفل الأرض بين الغروب والشروق كما تفعل النجوم، وبدلًا من ذلك، تتحرك هذه الأجرام جانبيًا حول الأرض، كما تدور القبعة إلى المنتصف حول الرأس، إلى أن تشرق مرةً أخرى. وبخلاف أناكسيماندر، أقصى أنكسيمانس النجوم الثابتة إلى المنطقة الأبعد من الأرض. وكانت أكثر السمات الباقية في النموذج الكوني لأنكسيمانس، فكرته أن النجوم ثابتة على كرة بلورية كما في الإطار الجاسئ، والتي أصبحت قاعدةً أساسيةً في علم الكونيات وصولًا إلى كوبرنيكوس وكيبلر.
وبعد أنكسيمانس، اعتقد كل من فيثاغورس، وكزينوفانيس، وبارمينيدس بأن الكون كان كرويًا. وبعدهم بفترة طويلة في القرن الرابع قبل الميلاد، اقترح حوار طيماوس لأفلاطون أن جسم الكون مصنوع من أكثر الأشكال المنتظمة والتامة، وهي كرة تحتوي على النجوم الثابتة. ولكنه اقترح أن الكواكب كانت أجسامًا كرويةً موضوعةً في حزم أو حلقات دوارة بدلًا من فكرة إطارات الحلقات الموجودة في علم الكون الخاص بأناكسيماندر.

## وصلات خارجية
- Dennis Duke, Animated Ptolemaic model of the nested spheres
- Henry Mendell, Vignettes of Ancient Mathematics: Eudoxus of Cnidus Ptolemy, Almagest